# اینترنت طبقاتی
اینترنت طبقاتی نوعی دسترسی به اینترنت بسته به تخصص، جایگاه اجتماعی، کار و نزدیکی به حکومت است. در این نوع دسترسی حق دسترسی به اینترنت، محدود به گروه‌های خاصی می‌شود.

## در ایران
چنین روشی در ایران، در مقاطع مختلف اجرا شد. در دوره وزارت محمدجواد آذری جهرمی، فیلترینگ برخی از سایت‌ها و خدمات، برای تعدادی از خبرنگاران برداشته شد تا آنها با آزادی بیشتری به شبکه متصل شوند و البته هم‌زمان امکان رصد عملکردشان نیز سهل شود. با آغاز خیزش اعتراضی در شهریور ۱۴۰۱، استفاده از اینترنت در ایران دچار اختلال گسترده شد و شبکه‌های ارتباطی چون واتس‌اپ و اینستاگرام که برای ایرانیان منبع درآمد و ایجاد فرصت شغلی بودند، محدود و در برخی موارد مسدود شدند. در ادامه طرح کاهش فیلترینگ برای برخی از سازمان‌ها و نهادها توسط دولت سید ابراهیم رئیسی در حال اجرایی شدن است.
انجمن تجارت الکترونیک تهران با تعریف هرگونه اولویت‌بندی در دسترسی به اینترنت مخالف کرده‌است.
در خرداد ۱۴۰۲،‌ طرح ارائه اینترنت طبقاتی به استادان و اعضای هیئت علمی دانشگاه‌ها عملیاتی شد.‌ اینترنت طبقاتی برای استادان «اینترنت باز» نامیده شده است.
همچنین در ۴ دی ۱۴۰۳ اخباری درمورد اینترنت طبقاتی سه مرحله ای شنیده میشود، اما اینبار به صورت گسترده.
این مراحل عبارت‌اند از:
۱. امتیازدهی ویژه به پیام‌رسان‌های داخلی
۲. افزایش محدودیت‌ها برای کاربران عادی
۳. باز شدن برخی پلتفرم ها با شروط خاص مثل تلگرام